# Terranuova Bracciolini
Terranuova Bracciolini là một đô thị ở tỉnh Arezzo trong vùng Toscana, tọa lạc khoảng 35 km về phía đông nam của Florence và khoảng 25 km về phía tây bắc của Arezzo. Tại thời điểm ngày 31 tháng 12 năm 2004, đô thị này có dân số 11.778 người và diện tích là 85,4 km².
Đô thị Terranuova Bracciolini có các frazioni (các đơn vị cấp dưới, chủ yếu là các làng) Campogialli, Castiglione Ubertini, Cicogna, Doccio, Malva, Montalto, Montemarciano, Penna, Persignano, Piantravigne, Tasso, Traiana, Treggiaia, và Ville.
Terranuova Bracciolini giáp các đô thị sau: Castelfranco di Sopra, Castiglion Fibocchi, Laterina, Loro Ciuffenna, Montevarchi, Pergine Valdarno, San Giovanni Valdarno.